# آرثر دبليو. ليمان
آرثر دبليو. ليمان (بالإنجليزية: Arthur W. Lehman)‏ هو موسيقي أمريكي، ولد في 24 سبتمبر 1917، وتوفي في 19 يونيو 2009.